# Острови Александра
Острови́ Алекса́ндра (рос. Острова Александра) — група островів в Північному Льодовитому океані, у складі архіпелагу Земля Франца-Йосифа. Адміністративно належать до Приморського району Архангельської області Росії.

## Географія
Острови знаходяться в північній частині архіпелагу, входять до складу Землі Зичі. Розташовані біля північно-західних берегів острова Джексона, навпроти мису Бистрова.
Складаються з 5 невеликих островів, які не вкриті льодом. Найбільший острів являє собою велику скелю висотою 48 м.

## Історія
Острови названі на честь Александра Кробатіна, імператорського та королівського військового міністра Австро-Угорщини, одного зі спонсорів Австро-Угорської полярної експедиції 1872–1874 років.